# Bogrács

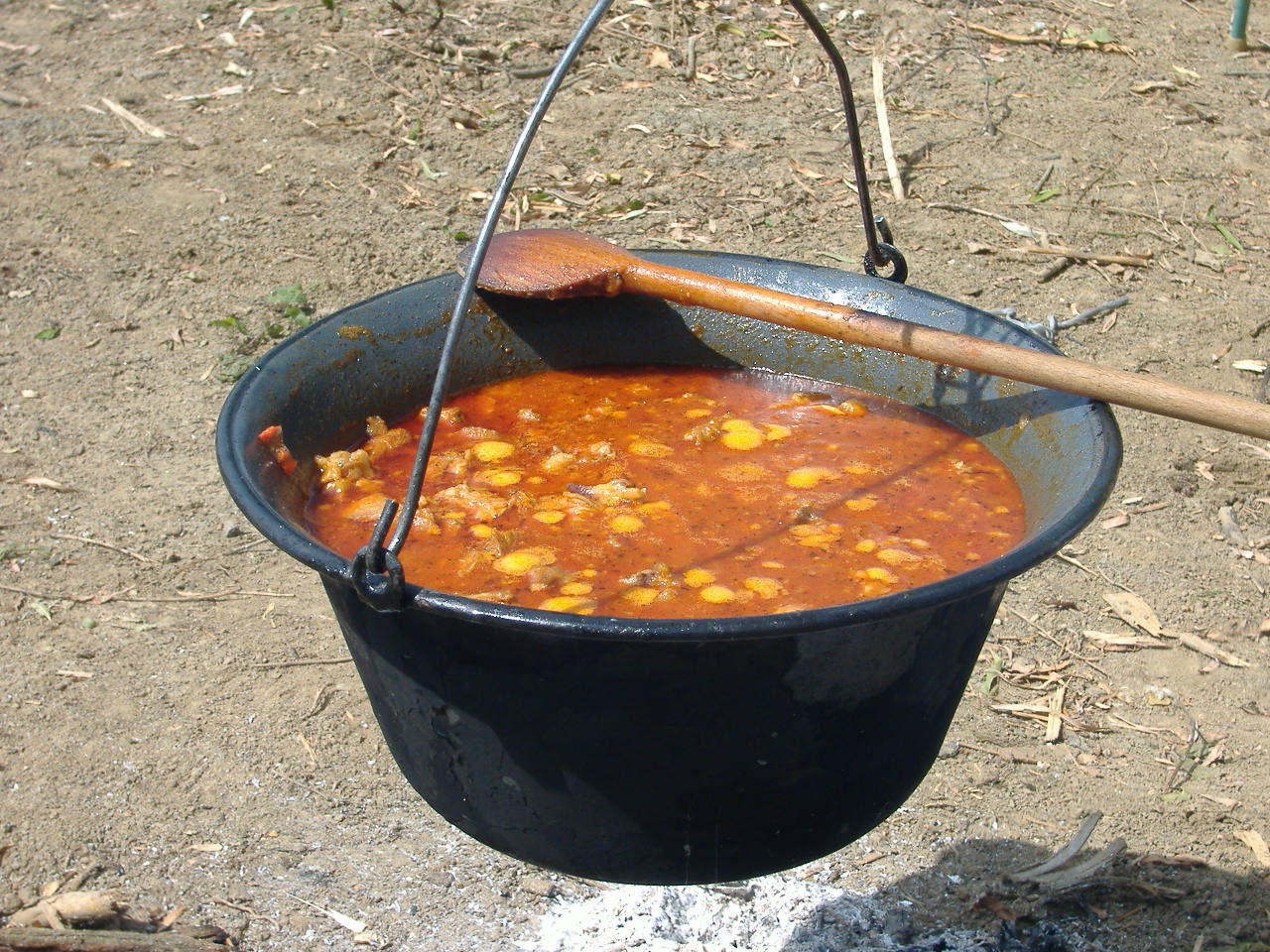
Gulyás in einem Bogrács

Als Bogrács  (gesprochen „Bograatsch“, vom türkischen Wort bakraç) wird in Ungarn der Kochkessel  bezeichnet, in dem traditionell und ursprünglich nach ungarischem Brauch über dem offenen Feuer und ohne Deckel das gulyás (zu Deutsch „Rinderhirte“) und andere Suppen und Eintöpfe zubereitet werden. Er wird deutsch auch als Gulaschkessel bezeichnet.

## Geschichte
Die Ursprünge des Bogrács reichen bis in die Zeit der Ungarn als Steppenvolk zurück. Der Kessel ist bis heute bei vielen nicht-sesshaften Völkern in der Herkunftsregion in Gebrauch. Er entwickelte sich vermutlich aus metallenen Schutzschilden, die in Ruhephasen als Kochutensil dienten. Bei vielen Steppenvölkern, z. B. Mongolen, ist diese Art der Verwendung nachgewiesen.
Er besteht in der Regel aus einem großen Kupferkessel, der mit einer Kette und einem Haken an einem Dreibein befestigt ist. Der Kessel wurde von den einwandernden Magyaren in die Pannonische Tiefebene gebracht und dort dann vorwiegend von den Hirten und Heiducken verwendet, um am offenen Feuer einfache Suppe aus geröstetem Fleisch zubereiten zu können, war aber auch auf dem gesamten Balkan verbreitet.
Die Hirten, welche für lange Zeit von den Familien getrennt lebten, kochten sich darin einfache Speisen mit bescheidenen Zutaten wie Nudeln oder Eiergraupen, Zwiebeln, Speck und Kartoffeln. Brot bekamen sie aus den Siedlungen und Fleisch war natürlich vorhanden. Vorwiegend wurde im Bogrács Eintopf gekocht, wobei das bevorzugte Fleisch von Hammel, Rind oder Wild stammte.
Bogrács werden heute touristisch vermarktet und in verschiedenen Größen ab etwa 1 Liter bis etwa 100 Liter sowie in verschiedener Beschaffenheit angeboten. Zu den Materialien zählen poliertes Stahlblech, Starkblech, emaillierte Ausführungen (die Standardfarben sind außen schwarz und innen grau gesprenkelt), Kupfer (keine Zulassung in der EU als unbehandeltes Lebensmittelgefäß), Guss und Edelstahl.